# K-1
Pour les articles homonymes, voir K1.

Le K-1 est une organisation sportive promouvant une forme de kick-boxing japonais créée en 1993 au Japon par Kazuyoshi Ishii (fondateur du courant de karaté Seidokaikan). Le K fait référence aux arts martiaux que sont le karaté, le kung fu, le tae kwon do et le kick-boxing. Après avoir stoppé en 2012, l'oganisation renaît finalement en 2024. 
L'organisation est détenue par le Fighting and Entertainment Group (FEG) au Japon. Le K-1 comprend deux types de combat, chacun avec ses particularités : le K-1 Grand-Prix et le K-1 MAX auquel s'ajoute le Hero's.

## Origine
Kazuyoki Ishii fonde l'école de karaté de Seidokan à Osaka où il enseigne les arts martiaux ; il organise en 1982 son premier tournoi de karaté à Osaka. Les élèves de son école remportent quelques années plus tard des titres nationaux au Japon, permettant à Kazuyoshi d'acquérir une solide réputation. En 1993, il décide d'organiser un tournoi en révolutionnant les règles, désireux de voir s'affronter les combattants de karaté et de kickboxing. Ce tournoi est le premier K-1 Grand Prix, organisé à Tokyo et remporté par le Croate Branko Cikatić, où aucune limite de poids n'est prévue et où tout combattant pouvait s'exprimer ; d'autres événements du même type auront lieu dans l'année à côté du K-1 Grand prix, qui lui aura lieu annuellement. Le K-1 MAX (Middleweight Artistic Xtreme), où les combattants ont un poids limités à 70 kilos et suivent les mêmes règles que le K-1 Grand Prix, est créé en 2002. Enfin une troisième catégorie verra le jour en 2005 : le Hero's où différentes catégories de poids sont mises en place et où l'on pratique le combat libre (MMA).

## Combattants connus et populaires
On peut ici citer le Néerlandais Ernesto Hoost en raison de sa très grande connaissance technique des boxes pieds-poings : il est en effet le seul boxeur à ce jour à avoir été champion du monde des quatre boxes pieds-poings, boxe française, kick-boxing, full-contact et boxe thaïlandaise. On peut également citer le Français Jérôme Le Banner qui jouit d'une grande popularité au Japon ainsi que le Suisse Andy Hug, qui fut élève de Kazuyoshi Ishii le fondateur du K-1, débarqua au K-1 et bouscula toutes les hiérarchies en place en battant la quasi-totalité des boxeurs du circuit grâce à un style puissant et technique avec sa spécialité : le kakato geri (coup de pied marteau ou coup de pied retombant). Depuis la disparition de ce grand combattant suisse, au début des années 2000, les tournois du circuit K-1 sont organisés en son nom.
Le dernier en date à avoir surpris par son gabarit, à l'instar de Bob Sapp en 2002, mais dans une autre mesure fut Kaoklaï Kaennorsing un jeune boxeur thaïlandais qui clamait peser 80 kg (ce qui est tout de même inférieur à la limite de poids autorisée) pesait en réalité 75 kg soit 18 kg de moins que la limite de poids du K-1. Cependant il défia tous les observateurs par sa vitesse, sa technique rapide et précise ainsi qu'un sens inné du combat. C'est ainsi qu'il remporta des combats contre Alexey Ignashov, Sam Greco ou encore Mighty Mo. Malheureusement son gabarit ne l'autorisa pas à pouvoir continuer et c'est ainsi qu'il dut mettre un terme à sa carrière sur le circuit poids lourd.
Plus récemment, le Néerlandais Semmy Schilt (2,12 m, 133 kg), ancien combattant MMA, deviendra par la suite quadruple champion du monde (2005, 2006, 2007, 2009). Il est impressionnant de par sa technique malgré son très grand gabarit, ce qui explique notamment tant de victoires. Toujours dans la catégorie poids lourds, l’un des plus populaires : Badr Hari l’homme aux 92 KO's, le marocain remporta le titre de champion du K-1 en 2007 et en 2008. Réputé comme étant un "Bad Boy", le kick-boxeur marocain a perdu de nombreux combats pour cause de coups illégaux dû à sa nervosité.
Il est à noter dans la catégorie des moins de 70 kg (K-1 MAX) la popularité d'un jeune thaïlandais, Buakaw Por Pramuk, vainqueur de la compétition en 2004 et 2006. Il symbolise en effet le mythe du boxeur thaïlandais par sa façon de faire. Il a su adapter son style de boxe aux règles du K-1. À noter également la présence d'Andy Souwer, vainqueur en 2005, mettant en avant l'excellence de l'école hollandaise. Un autre combattant à mettre à l'honneur est le japonais Masato, véritable star au pays du soleil levant, il est par sa technique un des meilleurs combattants dans sa catégorie.

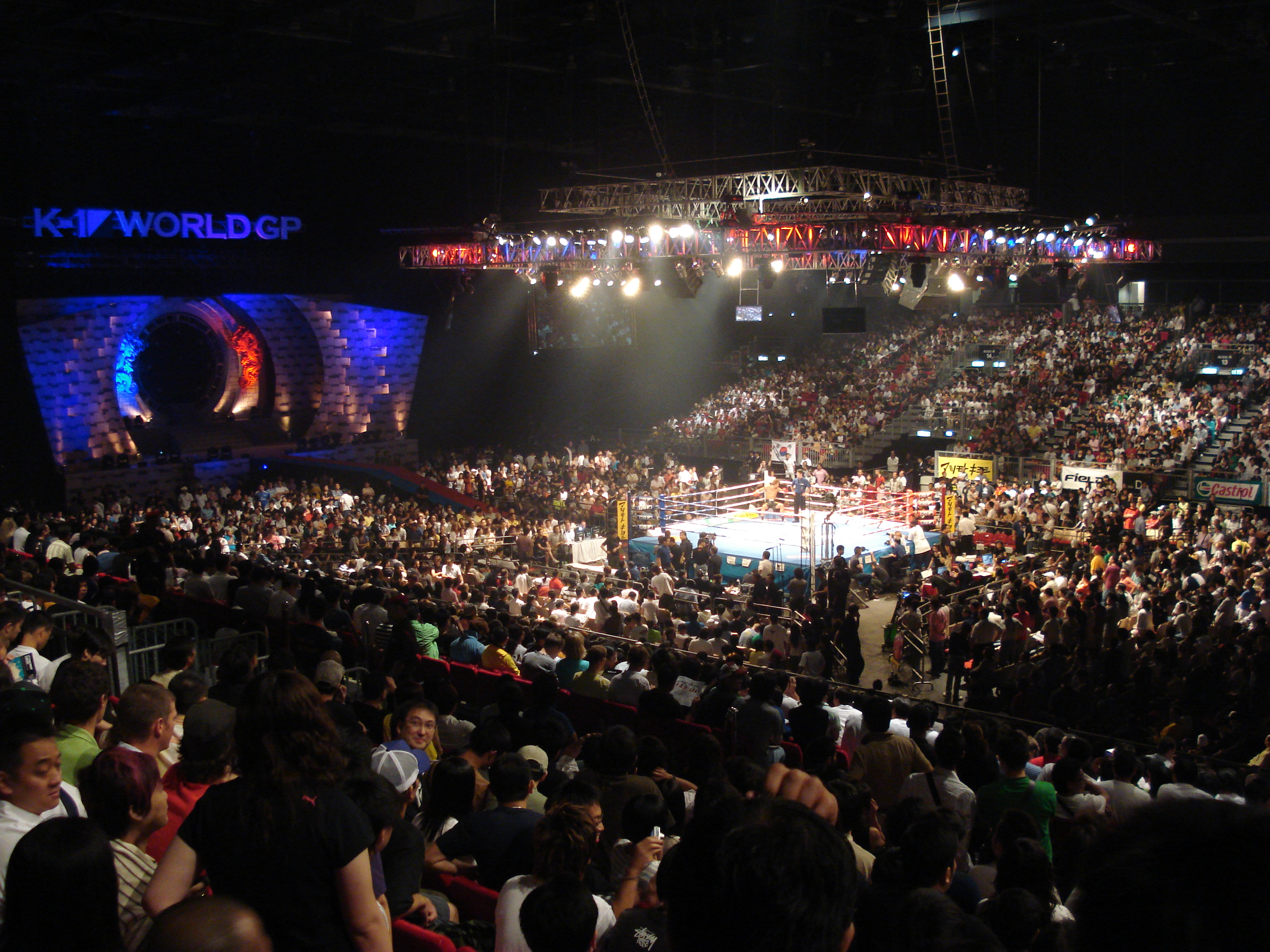
Le K-1 Grand Prix de Hong-Kong en 2008.

## Différents types de tournois

### Le K-1 Grand Prix et le K-1 -100kg
Depuis 1993, un tournoi final a lieu annuellement. Différents tournois sont organisés durant l'année pour déterminer les 16 combattants qui y participeront (appelés K-1 satellites). Ces tournois ont lieu partout dans le monde : en France, Espagne, Pays-Bas, Hongrie, Afrique du Sud, Croatie, Nouvelle-Zélande, États-Unis, Brésil, Royaume-Uni, Suisse, Corée du Sud, Italie ou Suède.
Les 16 meilleurs combattants s'affrontent pour déterminer les 8 finalistes, et ces derniers s'affrontent par tour à élimination directe jusqu'à la finale pour déterminer le champion au Tokyo Dome. Ne peuvent y participer que les combattants poids lourds pesant au-delà de 93 kg, la limite de la catégorie des poids lourds de la boxe thaïlandaise. Par la suite, il n'y a pas de catégorie de super-lourds comme dans les autres organisations de sports pieds-poings, preuve en est la participation depuis plusieurs années de Bob Sapp, ou encore de Jan Nortje, tous deux pesant plus de 150 kg.
En 2007, le K-1 introduit une nouvelle catégorie, celle des lourds (- 100 kg). Une catégorie censée proposer des combats plus équilibrés permettant aux participants de pouvoir exprimer tout leur talent (ceci concerne certains combattants tels que Musashi, Ruslan Karaev ou encore Badr Hari).

### Le K-1 MAX
Créé en 2002, il se déroule selon le même fonctionnement que le K-1 Grand Prix. Il ne concerne que les combattants dont le poids est inférieur à 70 kilos (super-welters ou en Français, super mi-moyens).

### Le Hero's
Créé en 2005, cet évènement concerne le combat libre ce qui le distingue des deux précédents événements. Il existe différentes catégories selon le poids des combattants.

## Règles
Les règles sont celles du kick-boxing japonais, c'est-à-dire que sont autorisées les techniques de kick-boxing avec en plus les coups de genou sans saisie. En 2003, les règles ont été modifiées, auparavant les saisies et le corps à corps étaient autorisés. Les combats se déroulent en trois rounds de trois minutes chacun (avec une seule minute de repos interrounds). Pour départager deux adversaires lors d'un tournoi, les juges peuvent faire appel à un extra-round de trois minutes, sauf pour la finale du « K1 World Grand Prix » du mois de décembre où il peut y avoir deux extra-rounds.

Tout au long de l'année, les combattants participent à des tournois dit « K-1 satellites » dans le monde entier. Les vainqueurs de ces tournois pourront participer à la phase qualificative se déroulant en octobre de chaque année où 16 combattants s'affrontent pour déterminer les 8 combattants qui participeront à la phase finale du mois de décembre qui se déroule en « quart de finale », « demi-finale » puis « Finale ».

## Popularité
Ce sport trouve une grande popularité au Japon, en Europe et au Brésil, en revanche aux États-Unis, elle est limitée et certains États n'hésitent pas à interdire sa pratique.

## Palmarès depuis 1993
| Année et tableau éliminatoire | Champion         |
| ----------------------------- | ---------------- |
| K-1 WGP 1993                  | Branko Cikatić   |
| K-1 WGP 1994                  | Peter Aerts      |
| K-1 WGP 1995                  | Peter Aerts      |
| K-1 WGP 1996                  | Andy Hug         |
| K-1 WGP 1997                  | Ernesto Hoost    |
| K-1 WGP 1998                  | Peter Aerts      |
| K-1 WGP 1999                  | Ernesto Hoost    |
| K-1 WGP 2000                  | Ernesto Hoost    |
| K-1 WGP 2001                  | Mark Hunt        |
| K-1 WGP 2002                  | Ernesto Hoost    |
| K-1 WGP 2003                  | Remy Bonjasky    |
| K-1 WGP 2004                  | Remy Bonjasky    |
| K-1 WGP 2005                  | Semmy Schilt     |
| K-1 WGP 2006                  | Semmy Schilt     |
| K-1 WGP 2007                  | Semmy Schilt     |
| K-1 WGP 2008                  | Remy Bonjasky    |
| K-1 WGP 2009                  | Semmy Schilt     |
| K-1 WGP 2010                  | Alistair Overeem |
| K-1 WGP 2024                  |                  |

| Année et tableau éliminatoire | Champion            |
| ----------------------------- | ------------------- |
| K-1 MAX 2002                  | Albert Kraus        |
| K-1 MAX 2003                  | Masato              |
| K-1 MAX 2004                  | Buakaw Por. Pramuk  |
| K-1 MAX 2005                  | Andy Souwer         |
| K-1 MAX 2006                  | Buakaw Por. Pramuk  |
| K-1 MAX 2007                  | Andy Souwer         |
| K-1 MAX 2008                  | Masato              |
| K-1 MAX 2009                  | Giorgio Petrosyan   |
| K-1 MAX 2010                  | Giorgio Petrosyan   |
| K-1 MAX 2024                  | Stoyan Koprivlenski |

## Anecdotes
Pour le K-1 Grand Prix, il est à remarquer la domination sans partage des Néerlandais depuis sa création en 1993. En effet, sur 19 titres, 15 furent remportés par des Néerlandais ; seuls Branko Cikatic, Mark Hunt, Andy Hug et Mirko Filipović gagnèrent le tournoi final étant respectivement Croate, Néo-zélandais, Suisse et Croate. Cette domination n'est cependant pas si surprenante, puisque dans le domaine des boxes pieds-poings, il est reconnu que jusqu'à 70 kg, de nombreux Thaïlandais dominent le circuit mondial et les différentes organisations alors que par le passé pour cette limite de poids ce furent les Français, les Japonais et en grande partie les Néerlandais qui détenaient le plus de titres.
Cette domination des Pays-Bas au K-1 n'est donc pas inattendue et confirme bien leur grande avance dans ce sport, autant au niveau des infrastructures qu'au niveau de la formation et des aides financières publiques. Retard quasi-irrattrapable en France en raison de la très mauvaise image de ces sports dans l'opinion publique qui les considère comme dangereux et violents. Alors qu'il en est tout autrement au Japon où ce sport bénéficie d'une très bonne image de marque, et où il génère d'importants bénéfices à chaque session, mobilisant plusieurs dizaines de milliers de spectateurs à chaque fois (la finale du K-1 Grand Prix au Tokyo Dôme rassemble chaque année plus de 70 000 spectateurs, autant hommes que de femmes).

#### Fédérations mondiales
De nombreuses fédérales internationales proposent d’organiser des titres amateur (AM), semi-pro (PRO-AM) et professionnel (PRO) :
| Fédération mondiale | Site Web |  |
| --- | --- |  |
| World Kickboxing & Karate Association (WKA) - Amateurs et pros, fondée aux États-Unis en 1976                                      | www.worldkickboxingassociation.org                                                                             |  |
| International Sport Kickboxing Association (ISKA) - Amateurs et pros, héritière de l’ex PKA, et fondée aux États-Unis en 1986      | www.iska.com                                                                                                   |  |
| World Association of Kickboxing Organizations (WAKO) - Amateurs et pros, fondée en Allemagne en 1976                               | Officiellement reconnue par le GAISF en tant qu’organe officiel du kick-boxing mondial amateur www.wakoweb.com |  |
| International Combat Organisation (ICO) - Amateurs et pros                                                                         | www.icokickboxing.org                                                                                          |  |
| International Kickboxing Federation (IKF) - Amateurs et pros, fondée aux États-Unis en 1992                                        | www.ikfkickboxing.com                                                                                          |  |
| World Traditional Kickboxing Association (WTKA)                                                                                    | www.wtkainternational.com                                                                                      |  |
| World Kickboxing Federation (WKF) - Amateurs et pros, rassemble les fédérations européennes depuis le Mondial ISKA de l’année 2010 | www.wkfkickboxing.com                                                                                          |  |
| Professional Kickboxing Association (PKA – PKA nouvel âge, fondée aux États-Unis en 1974                                           | www.pkakickboxing.com                                                                                          |  |
| World Federation of Kickboxing (WFK) - Amateurs et pros                                                                            | www.wfk-gov.com                                                                                                |  |
| World Amateur Sport Kickboxing Organization (WASKO) – Amateurs                                                                     | |  |
| World Kickboxing Network (WKN) - Pros                                                                                              | www.worldkickboxingnetwork.com                                                                                 |  |
| World Kickboxing Union (WKU) | |  |
| World Kickboxing League (WKL) | |  |
| World Governing Body (WGB) | |  |
| World Kickboxing Council (WKC) | |  |
| World Pan-Amateur Kickboxing Association (WPKA)                                                                                    | |  |

#### Fédérations françaises
- Fédération de sports de combat (et arts martiaux) – France (FSC) : arts martiaux traditionnels et modernes, activités martiales de défense personnelle, activités martiales de mise en forme (de fitness-martial), boxes pieds-poings, sports pieds-poings-sol, luttes sportives au corps-à-corps et activités martiales du sport adapté (handisport) - fédération créée en 2002 – Président : Thierry Muccini – Directeur Technique Fédéral : Alain Delmas
- Fédération française de kickboxing, muaythaï et disciplines associées (FFKMDA), anciennement la Fédération française de sports de contact (FFSCDA) : muay thaï, chauss'fight, kick-boxing, K1-rules, pancrase, bando, boxe birmane, kung-fu de contact et sanda, lutte contact, boxe boji  - fédération créée en 2008 - Président : Nadir Allouache – Directeur Technique National : Éric Lepagnot
- Fédération de body fighting – France (FSC) : sports de combat et arts martiaux (kick-boxing, MMA (uniquement à l'étranger), boxe thaïe/Muay Thaï, japan-kick, boxing, full-contact, light-contact, karaté, combats avec armes, krav-maga, lutte, konite, hapkido, aikido, tang-soo-do, wing-chun, kobudo, ju-jitsu, kendo, self-défense, arts martiaux acrobatiques, etc.) - Président : Corinne Antonelli – Directeur Technique fédéral : Jean Gérard